# Jajur, Challakere
Jajur là một làng thuộc tehsil Challakere, huyện Chitradurga, bang Karnataka, Ấn Độ.